# Ūdensbumba resnajam runcim
Ūdensbumba resnajam runcim er en lettisk film fra 2004 instrueret af Varis Brasla hvor der. Den blev produceret af Rīgas kinostudija. Filmen blev tildelt Letlands nationale filmpris Lielais Kristaps i 2004 som årets film. I 2004 modtog den også prisen ved Chicago International Children's Film Festival som den bedste live-action video/spillefilm.

## Medvirkende
- Baiba Broka — Una
- Undīne Vīksna — Marta
- Zane Leimane — Linda
- Gundars Āboliņš — Ivo
- Jānis Paukštello — Bedstefar
- Agita Gruntmane-Valtere — Mor
- Tõnu Kark — Dog owner
- Elmārs Viļums — Edgars
- Leonarda Kļaviņa-Ķestere — Edgars' mor
- Artūrs Skrastiņš — Faren